# Dallas Open 2024 - Qualificazioni singolare
Le qualificazioni del singolare del Dallas Open 2024 sono un torneo di tennis preliminare per accedere alla fase finale della manifestazione. I vincitori dell'ultimo turno sono entrati di diritto nel tabellone principale. In caso di ritiro di uno o più giocatori aventi diritto, a questi sono subentrati i lucky loser, ossia i giocatori che hanno perso nell'ultimo turno ma che avevano una classifica più alta rispetto agli altri partecipanti che avevano comunque perso nel turno finale.

## Teste di serie
1. Térence Atmane (ultimo turno, lucky loser)
2. Emilio Nava (qualificato)
3. Nicolas Moreno de Alboran (qualificato)
4. Sho Shimabukuro (primo turno)

1. Denis Kudla (ultimo turno, lucky loser)
2. Illja Marčenko (ultimo turno)
3. Marco Trungelliti (ultimo turno)
4. Steve Johnson (qualificato)

## Qualificati
1. Steve Johnson
2. Emilio Nava

1. Nicolas Moreno de Alboran
2. Tennys Sandgren

### Lucky loser
1. Térence Atmane

1. Denis Kudla

## Tabellone

### Sezione 1
|  | Primo turno | Primo turno          | Primo turno   | Primo turno | Primo turno |  |  | Ultimo turno | Ultimo turno   | Ultimo turno | Ultimo turno | Ultimo turno |  |
|  |             |                      |               |             |             |  |  |              |                |              |              |              |  |
|  | 1           | Térence Atmane       | 4             | 7           | 6           |  |  |              |                |              |              |              |  |
|  | WC          | Thai-Son Kwiatkowski | 6             | 62          | 2           |  |  | 1            | Térence Atmane | 3            | 7            | 4            |  |
|  | Alt         | Timo Stodder         | Timo Stodder  | 4           | 2           |  |  | 8            | Steve Johnson  | 6            | 64           | 6            |  |
|  | 8           | Steve Johnson        | Steve Johnson | 6           | 6           |  |  |              |                |              |              |              |  |

### Sezione 2
|  | Primo turno | Primo turno         | Primo turno | Primo turno | Primo turno |  |  | Ultimo turno | Ultimo turno      | Ultimo turno | Ultimo turno | Ultimo turno |  |
|  |             |                     |             |             |             |  |  |              |                   |              |              |              |  |
|  | 2           | Emilio Nava         | Emilio Nava | 6           | 6           |  |  |              |                   |              |              |              |  |
|  |             | Aidan Mayo          | Aidan Mayo  | 3           | 4           |  |  | 2            | Emilio Nava       | 6            | 4            | 6            |  |
|  |             | Juan Pablo Ficovich | 64          | 7           | 4           |  |  | 7            | Marco Trungelliti | 3            | 6            | 4            |  |
|  | 7           | Marco Trungelliti   | 7           | 64          | 6           |  |  |              |                   |              |              |              |  |

### Sezione 3
|  | Primo turno | Primo turno               | Primo turno               | Primo turno | Primo turno |  |  | Ultimo turno | Ultimo turno              | Ultimo turno | Ultimo turno | Ultimo turno |  |
|  |             |                           |                           |             |             |  |  |              |                           |              |              |              |  |
|  | 3           | Nicolas Moreno de Alboran | Nicolas Moreno de Alboran | 6           | 7           |  |  |              |                           |              |              |              |  |
|  | Alt         | Trevor Svajda             | Trevor Svajda             | 3           | 62          |  |  | 3            | Nicolas Moreno de Alboran | 6            | 64           | 6            |  |
|  | Alt         | Jerry Barton              | Jerry Barton              | 2           | 5           |  |  | 5            | Denis Kudla               | 4            | 7            | 4            |  |
|  | 5           | Denis Kudla               | Denis Kudla               | 6           | 7           |  |  |              |                           |              |              |              |  |

### Sezione 4
|  | Primo turno | Primo turno     | Primo turno     | Primo turno | Primo turno |  |  | Ultimo turno | Ultimo turno    | Ultimo turno    | Ultimo turno | Ultimo turno |  |
|  |             |                 |                 |             |             |  |  |              |                 |                 |              |              |  |
|  | 4           | Sho Shimabukuro | Sho Shimabukuro | 2           | 62          |  |  |              |                 |                 |              |              |  |
|  |             | Tennys Sandgren | Tennys Sandgren | 6           | 7           |  |  |              | Tennys Sandgren | Tennys Sandgren | 7            | 7            |  |
|  |             | Brandon Holt    | 63              | 7           | 61          |  |  | 6            | Illja Marčenko  | Illja Marčenko  | 5            | 65           |  |
|  | 6           | Illja Marčenko  | 7               | 64          | 7           |  |  |              |                 |                 |              |              |  |